# خوان فيليبي ديلجاديلو
خوان فيليبي ديلجاديلو (بالإسبانية: Juan Felipe Delgadillo)‏ هو لاعب كرة قدم مكسيكي، ولد في 2 سبتمبر 1993 في San Mateo Atenco ‏ في المكسيك. لعب مع نادي تولوكا.

## وصلات خارجية
- خوان فيليبي ديلجاديلو على موقع قاعدة بيانات كرة القدم.إي يو (الإنجليزية)
- خوان فيليبي ديلجاديلو على موقع Soccerway.com (الإنجليزية)